# SMG4
SMG4は2011年に公開されたオーストラリアのWebアニメ。

## 概要
主にマリオシリーズの二次創作の動画をルーク・レルドウィチャグルとケビン・ラードウィチャグルで制作している。
2017年にアニメーション制作会社「グリッチ・ボーイ（2018年にグリッチ・プロダクションズに改名）」を立ち上げ、マーダー・ドローンズやザ・アメイジング・デジタル・サーカスなどの3Dウェブアニメの制作と並行してチャンネル運営をしている。

## 登場人物
- マリオ

お馴染み配管工のマリオ。この世界線では、SMG4のガーディアンポッドの放つ電撃に食らってしまい、感電し、頭がおかしくなりバカになった。
ただし、スパゲッティが好きなのは変わらない。
- SMG4

作者の分身。ボケる時はボケるタイプ。帽子のエンブレムにはSが掛かれている。服装の配色は、ドンキーコング3で初登場したキャラクター、「スタンリー・ザ・バグマン」というキャラが、大乱闘スマッシュブラザーズDXで収集要素のフィギュアとして再登場した時の配色に基づいている。

## 長編シリーズ
- Waluigi Arc (2017)
- Rapper Bob Arc (2018)
- Anime Arc(2019)
- YouTube Arc (2020)
- Genesis Arc (2021)
- Revelations Arc (2022)
- Lawsuit Arc (2023)
- Puzzle Vision (2024)

## SMG4・ムービー
長編シリーズ内の最終エピソードまたは長編とは別で作られているエピソード。
- Meggy’s Destiny (2020)
- 10 Year Anniversary Special (2021)
- REVELATIONS (2022)
- IT'S GOTTA BE PERFECT (2023)
- WESTERN SPAGHETTI (2023)
- PUZZLEVISION (2024)

## War of the Fat Italians (WOTFI)
SMG4の動画シリーズでマリオとSMG4が全面対決する。2015年からラップバトルが追加されている。2023年は、視聴者投票ライブ配信で選ばれた選択肢が動画に反映されるという今までにない取り組みが行われた。ラップバトルは、ストリーミングサービスでも通常版とインストゥルメンタル版の2つが配信されている。

## ストリーミング曲
「War of the Fat Italians」や「SMG4・ムービー」では、オリジナルの挿入歌が使用されている。
- Youtube Arc Wotfi Rap (2020)
- Zero / ゼロ (2021)
- Saikosis (2022)
- Objection! / 異議あり！ (2022)
- Roll The Die サイコロを振れ (2023)
- Creative Control / クリエイティブ・コントロール (2024)
- Puzzle Park / パズル・パーク (2024)